# Resolutie 2321 Veiligheidsraad Verenigde Naties
Resolutie 2321 van de Veiligheidsraad van de Verenigde Naties werd op 30 november 2016 unaniem aangenomen door de VN-Veiligheidsraad. De resolutie verstrengde de sancties tegen Noord-Korea als reactie op een nieuwe kernproef in dat land op 9 september. Die proef werd toen al wereldwijd veroordeeld, en de Verenigde Staten hadden aangekondigd dat er zware gevolgen zouden zijn.
Naast de kernproef waren ook lanceringen van ballistische raketten waargenomen. Mogelijk ging het om de middellange-afstands BM25 Musudan-raket, met een potentieel bereik van 3500 kilometer. Dat is ver genoeg om vanuit Noord-Korea het Amerikaanse Guam te treffen.

## Standpunten

De regio waar Noord-Korea haar ondergrondse kernproeven houd.

VN-secretaris-generaal Ban Ki-moon noemde de aangescherpte sancties de strengste die de Veiligheidsraad ooit oplegde. Hij waarschuwde dat sancties moeten kaderen in een strategie om tot een diplomatische politieke oplossing te komen. Noord-Korea moest het roer omgooien en ontwapenen, en samen met de internationale gemeenschap iets doen aan de ernstige mensenrechtensituatie en leefomstandigheden in het land.
Zuid-Korea noemde het kernwapenprogramma van hun noorderburen de grootste bedreiging voor de inspanningen tegen kernwapens die in de wereld aan de gang waren. Het land waarschuwde ook dat een onevenwicht zou ontstaan als Noord-Korea kernwapens verkreeg, en dat andere landen in de regio dat evenwicht zouden willen herstellen. Het beste wat men kon doen was niet-militaire druk uitoefenen op het land.
Ook Japan veroordeelde Noord-Korea, en drong erop aan dat het land zijn nucleaire ambities opborg en terug aan tafel ging zitten. Om dat te bereiken had de internationale gemeenschap geen andere keuze dan de druk opvoeren met scherpere sancties die Noord-Korea geld zouden kosten.
De Verenigde Staten erkende de inspanningen die China had geleverd om samen tot deze resolutie te komen. China benadrukte het belang van een oplossing in het kader van het Zeslandenoverleg. Het merkte ook op dat "een aantal partijen" de spanningen nog deden oplopen door militaire oefeningen te houden op en nabij het Koreaans Schiereiland. Het was om dezelfde reden ook tegen de plaatsing van raketafweersystemen (in Zuid-Korea, zoals de VS van plan waren). Ook Rusland wilde niet dat de situatie landen een excuus gaf om militair te versterken, en veroordeelde de plaatsing van raketafweersystemen. Het vond tevens dat de resolutie niet gebruikt mocht worden om Noord-Korea's economie te verstikken en de slechte situatie van de bevolking te verergeren.
Noord-Korea zelf had de in de maak zijnde sancties in oktober al "illegaal" en "misdadig" genoemd, en beschuldigde de VS ervan op de veroordeling van de Noord-Koreaanse kern- en raketproeven aan te sturen. Het vroeg zich af waarom de VN-Veiligheidsraad nooit problemen had gemaakt van gelijkaardige proeven door andere landen.

## Achtergrond

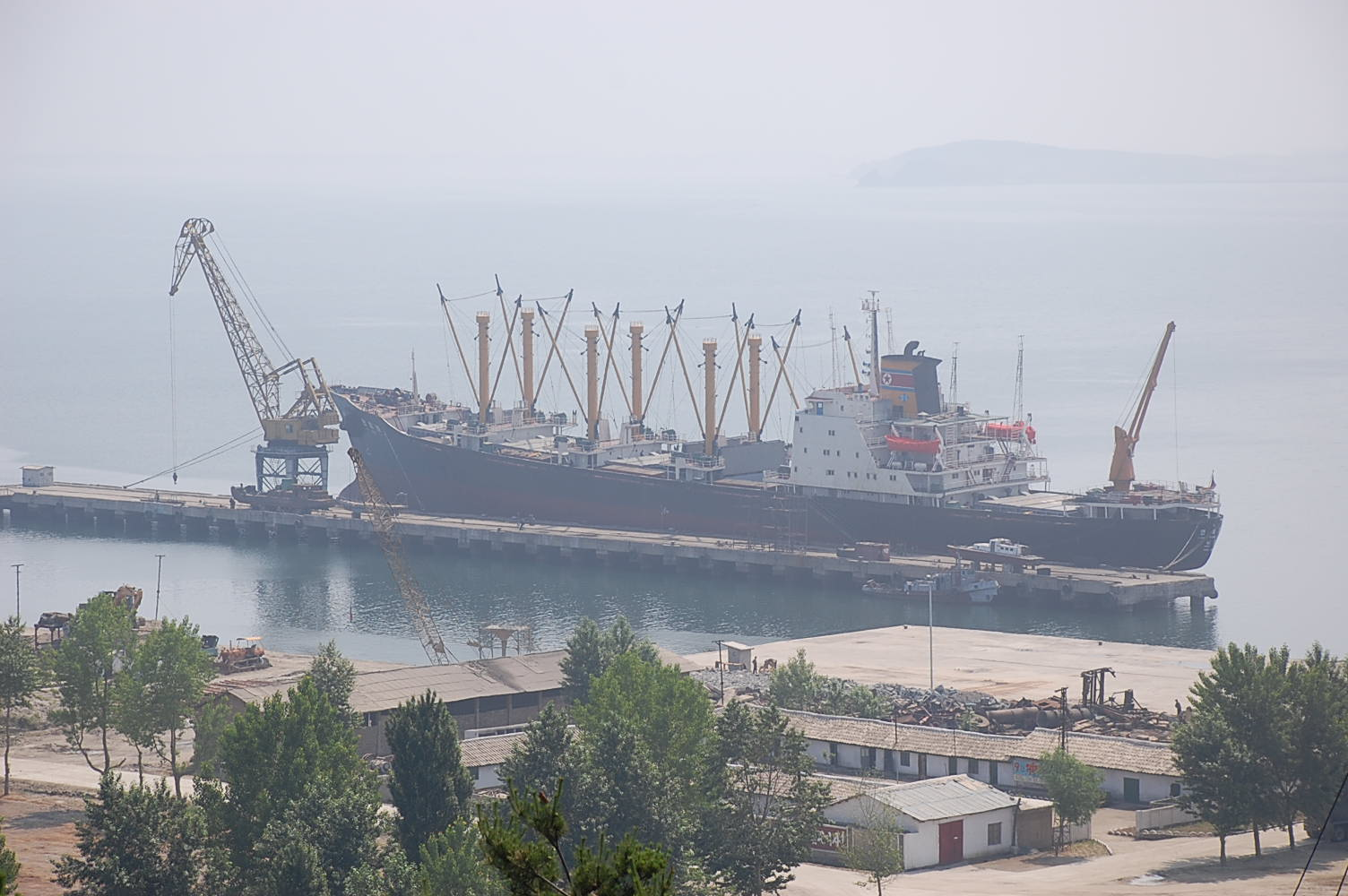
Een Noord-Koreaans vrachtschip anno 2008.

Al in 1992 werd een akkoord gesloten over de bevriezing van Noord-Korea's kernprogramma. In het begin van de 21e eeuw kwam het land echter in aanvaring met de Verenigde Staten, toen president George W. Bush het land bij de zogenaamde as van het kwaad rekende. Noord-Korea hervatte de ontwikkeling van kernwapens en ballistische raketten om ze af te dragen. In 2006 voerde het land een eerste kernproef uit, in 2009 gevolgd door een tweede. Hieropvolgend werden middels resolutie 1718 sancties ingesteld tegen het land. In 2012 lanceerde het land met succes een raket met een satelliet, en schond daarmee de sancties die het land verboden kern- en rakettechnologie te ontwikkelen. De Veiligheidsraad besloot hierop om het land strengere sancties op te leggen. Als tegenreactie voerde Noord-Korea begin 2013 een nieuwe kernproef uit. In januari 2016 volgde opnieuw een kernproef; deze keer met een waterstofbom. In september 2016 volgde al een nieuwe, nog zwaardere proef. Het Noord-Koreaanse kernwapenprogramma zou niet langer dienen om concessies af te dwingen, maar als doel hebben een kleine kernkop te ontwikkelen voor montage op korte-afstandsraketten. Het land eiste na de proef van de VS dat het als kernmacht zou worden erkend.

## Inhoud
De Veiligheidsraad veroordeelde de kernproef die Noord-Korea had gehouden op 9 september 2016 en de lanceringen van ballistische raketten waarop kernkoppen konden worden gemonteerd; waarmee het eerdere resoluties had geschonden alsook het Non-proliferatieverdrag en de vrede en veiligheid van de regio in gevaar had gebracht. Daarnaast zou het land ook de privileges en immuniteiten onder het Verdrag van Wenen inzake diplomatiek verkeer misbruiken en ondanks een embargo wapens verkopen waarvan de opbrengst naar het kernwapen- en raketprogramma ging in plaats van de noodlijdende bevolking. Noord-Korea werd ook veroordeeld omdat het met wapenprogramma's bezig was terwijl de bevolking grote noden had. In 2016 had het land naar schatting 200 miljoen uitgegeven aan die programma's. De Veiligheidsraad sprak ook zijn steun uit voor het Zeslandenoverleg, en verzocht om hervatting van dit overleg.
De sancties die in 2006 tegen Noord-Korea waren opgelegd werden verder uitgebreid. De bevriezing van buitenlandse fondsen en het reisverbod werden uitgebreid naar de personen en organisaties in de bijlagen 1 en 2. De lijst met militair materieel dat niet aan het land mocht worden geleverd werd aangevuld met de items in bijlage 3. Ook luxegoederen leveren aan Noord-Korea bleef verboden. Er werd verduidelijkt dat ook de items in bijlage 4 onder deze noemer vielen. Landen mochten daartoe transporten naar Noord-Korea inspecteren. Omdat men vreesde dat mensen verboden goederen zouden binnensmokkelen via hun bagage, mocht ook deze bagage geïnspecteerd worden. De Veiligheidsraad stelde ook expliciet dat de sancties niet bedoeld waren om de bevolking te treffen.
Daarnaast moesten landen alle wetenschappelijke en technische samenwerkingen met Noord-Korea stopzetten, tenzij het om medische uitwisseling ging of aangetoond kon worden dat het niet zou bijdragen aan Noord-Korea's wapenprogramma's. Landen werden ook gevraagd hun diplomatieke missies in Noord-Korea af te slanken en hun kantoren en bankrekeningen in het land af te sluiten, tenzij die nodig waren voor hun diplomatieke missie of noodhulpverlening. Ook moesten ze zorgen dat elke Noord-Koreaanse ambassade, consulaat, hun personeel en diplomaten slechts één bankrekening konden hebben. Verder moest erop toegezien worden dat Noord-Korea geen eigendommen in andere landen gebruikte voor iets anders dan diplomatieke missies. Men vreesde immers dat Noord-Koreaanse diplomaten als wapenhandelaars fungeerden. Personen die voor een Noord-Koreaanse bank werkten moesten worden uitgewezen. Noord-Korea stuurde ook inwoners naar andere landen om geld te verdienen om de wapenprogramma's te bekostigen. Landen werden gevraagd hiervoor uit te kijken. Landen werden ook opgeroepen binnen de 90 dagen te rapporteren welke maatregelen ze hadden getroffen om deze resolutie uit te voeren.
Er was ook nog steeds een embargo op steenkool, ijzer en ijzererts van kracht. De metalen koper, nikkel, zilver en zink werden aan het embargo toegevoegd. Het was wel toegelaten om steenkool dat niet in Noord-Korea was gedolven via de haven van Rasŏn uit te voeren. Hiermee doelde men op Chinees steenkool dat via Rasŏn noordwaarts werd verscheept. Er mocht wel Noord-Koreaans steenkool worden ingevoerd, op voorwaarde dat tot 31 december 2016 in totaal niet meer dan ~53,5 miljoen dollar of ongeveer een miljoen ton werd ingevoerd, en vanaf 2017 niet meer dan ~400 miljoen dollar of 7,5 miljoen ton op jaarbasis. Bij deze transacties mochten ook geen personen of bedrijven op de sanctielijst betrokken zijn, en de aankoop moest aan het sanctiecomité gemeld worden. IJzer en ijzererts mochten enkel in Noord-Korea gekocht worden als de broodwinning van mensen daar ermee gemoeid was.

## Bijlagen
1. Bijlage 1 is een lijst van elf aan het Noord-Koreaanse regime gelinkte personen die op een of andere manier het wapenprogramma van hun land bevorderden, onder meer door zaken te doen in het buitenland.
2. De tweede bijlage is een lijst van tien banken en financiële- en handelsbedrijven die om dezelfde reden werden gesanctioneerd. Hieronder was ook een bedrijf dat handelde in steenkool. Een groot deel van Noord-Korea's inkomsten komen uit de verkoop van grondstoffen.
3. Bijlage 3 is een lijst van goederen die bruikbaar zijn voor een kernprogramma, raketten en chemische of biologische wapens. Daarbij waren bijvoorbeeld turbopompen voor raketbrandstof, vrachtwagenschassis met zes of meer assen en centrifuges met een capaciteit vanaf vier liter.
4. In de vierde bijlage staan tapijten en wandtapijten vanaf 500 dollar en serviezen, porselein en beenderporselein vanaf 100 dollar, die als luxegoederen werden aangemerkt.

Lijst ·  2260 ·  2261 ·  2262 ·  2263 ·  2264 ·  2265 ·  2266 ·  2267 ·  2268 ·  2269 ·  2270 ·  2271 ·  2272 ·  2273 ·  2274 ·  2275 ·  2276 ·  2277 ·  2278 ·  2279 ·  2280 ·  2281 ·  2282 ·  2283 ·  2284 ·  2285 ·  2286 ·  2287 ·  2288 ·  2289 ·  2290 ·  2291 ·  2292 ·  2293 ·  2294 ·  2295 ·  2296 ·  2297 ·  2298 ·  2299 ·  2300 ·  2301 ·  2302 ·  2303 ·  2304 ·  2305 ·  2306 ·  2307 ·  2308 ·  2309 ·  2310 ·  2311 ·  2312 ·  2313 ·  2314 ·  2315 ·  2316 ·  2317 ·  2318 ·  2319 ·  2320 ·  2321 ·  2322 ·  2323 ·  2324 ·  2325 ·  2326 ·  2327 ·  2328 ·  2329 ·  2330 ·  2331 ·  2332 ·  2333 ·  2334 ·  2335 ·  2336